# غيل زد. مارتن
غيل زد. مارتن (بالإنجليزية: Gail Z. Martin)‏‏ (1 ديسمبر 1962 في ميدفيل - )؛ روائية، وكاتِبة من الولايات المتحدة.